# 三重県道66号四日市朝日線
三重県道66号四日市朝日線（みえけんどう66ごう よっかいちあさひせん）は、三重県四日市市から三重郡朝日町に至る主要地方道（三重県道）である。

## 概要

### 路線データ
本線
- 起点：四日市市蒔田1丁目（三重県道26号四日市多度線交点）
  - 旧住所表記：四日市市蒔田町字西松葉251番地先[1]
- 終点：三重郡朝日町小向694-1番地先[1]（国道1号交点、小向交差点）
- 総延長：5,095m
- 重複区間：なし

## 歴史
- 1993年（平成5年）5月11日 - 建設省から、県道蒔田朝日線が四日市朝日線として主要地方道に指定される[2]。

## 路線概要

### 立体交差する路線
- 伊勢湾岸自動車道
- 北勢バイパス

### バイパス
本線の拡幅が困難であることと、交通量の緩和のため、バイパスが建設中である。
- 起点：四日市市川北1丁目（三重県道26号四日市多度線）
- 終点：三重郡朝日町柿（国道1号北勢バイパス交点）

## 地理
現道
三重県道26号四日市多度線との交点を起点とし、住宅地の中を進み、朝明橋を渡る。起点から朝明橋までの区間は中央線のない1車線の道であり、旧東海道のため拡幅できないという。伊勢湾岸自動車道の高架をくぐり抜けて、左折後は両側2車線の幅の広い区間が多く、JRの踏切を越える。朝日駅以北は同線に沿って進み、東芝三重工場で右折し、JRを踏切で、近鉄を高架をくぐって越え、近鉄線沿いに南下し、伊勢朝日駅で東に向きを変え、国道1号に接続して終点となる。
バイパス
四日市市川北から北西に進み、黄金町の金属団地で北東に向きを変え、伊勢湾岸自動車道みえ朝日インターチェンジに接続。朝日町に入りあさひ向陽台で南東に向きを変えて本線に連絡の後、JRを立体交差し朝日町役場前を通り国道1号に至り、終点となる。あさひ向陽台 - 朝日町役場前の区間は「都市計画道路朝日中央線」として位置付けられているが、2008年現在、開通していない。

### 通過する自治体
- 四日市市
- 三重郡朝日町

### 交差する道路
現道
- 三重県道26号四日市多度線（起点）
- 国道1号（終点）

バイパス
- 三重県道26号四日市多度線（四日市市川北1丁目）
- 伊勢湾岸自動車道みえ朝日IC
- 国道1号

### 沿線にある施設など
- 四日市市立大矢知保育園
- 朝日町体育館
- 朝日郵便局
- 四日市機械金属工業団地
- 朝日町町民スポーツ施設
- スーパーセンターオークワみえ朝日インター店
- JAみえきた 朝日支店
- 朝日町役場